# Rüdiger Vollborn
Rüdiger Vollborn (Berlino, 12 febbraio 1963) è un ex calciatore tedesco, di ruolo portiere.

## Carriera
Ha legato la sua carriera al Bayer Leverkusen cui approdo giovanissimo. Conquistò con i leoni la Coppa UEFA 1987-1988 e la Coppa di Germania 1992-1993.
Vi giocò per sedici anni in prima squadra più due nelle giovanili.
Totalizzò anche 9 presenze nella Nazionale Under-21 del suo paese.
Si ritirò nel 1999 e venne inserito, nel 2004, nella formazione del secolo (inteso come i primi 100 anni della società) del Bayer Leverkusen.
In seguito ha ricoperto l'incarico di preparatore dei portieri della sua ex squadra.

## Palmarès

### Club

#### Competizioni nazionali
- Coppa di Germania: 1

Bayer Leverkusen: 1992-1993

#### Competizioni internazionali
- Coppa UEFA: 1

Bayer Leverkusen: 1987-1988

### Nazionale
- Campionato d'Europa Under-18: 1

1981
- Campionato mondiale Under-20: 1

Australia 1981